# Оккупация Австро-Венгрией Боснии и Герцеговины
Оккупация Боснии и Герцеговины Австро-Венгрией (нем. Okkupationsfeldzug in Bosnien) — военная акция австро-венгерских вооружённых сил по взятию под контроль Боснийского вилайета Османской империи, предпринятая по результатам Берлинского конгресса в 1878 году.

## Предпосылки
В 1878 году, после окончания Русско-турецкой войны, был созван Берлинский конгресс великих держав, целью которого являлось территориально-политическое переустройство Балканского полуострова в условиях поражения Османской империи.
Согласно ст. 25 заключительного акта конгресса, Берлинского трактата, Австро-Венгрия получила право на неопределённый срок занять территорию Боснии и Герцеговины, а также ввести военные формирования в Новопазарский санджак (при формальном сохранении над этим регионом турецкого суверенитета). Решение было принято для предотвращения образования на Балканах крупного южнославянского государства пророссийской ориентации (которое оказалось бы возможным в случае объединения Сербии и Черногории). Против австро-венгерской оккупации Боснии активно выступали как Сербия, так и Османская империя (которая получила в результате от австро-венгерского министра иностранных дел Дьюлы Андраши гарантии, что оккупация рассматривается его страной как «временная»).

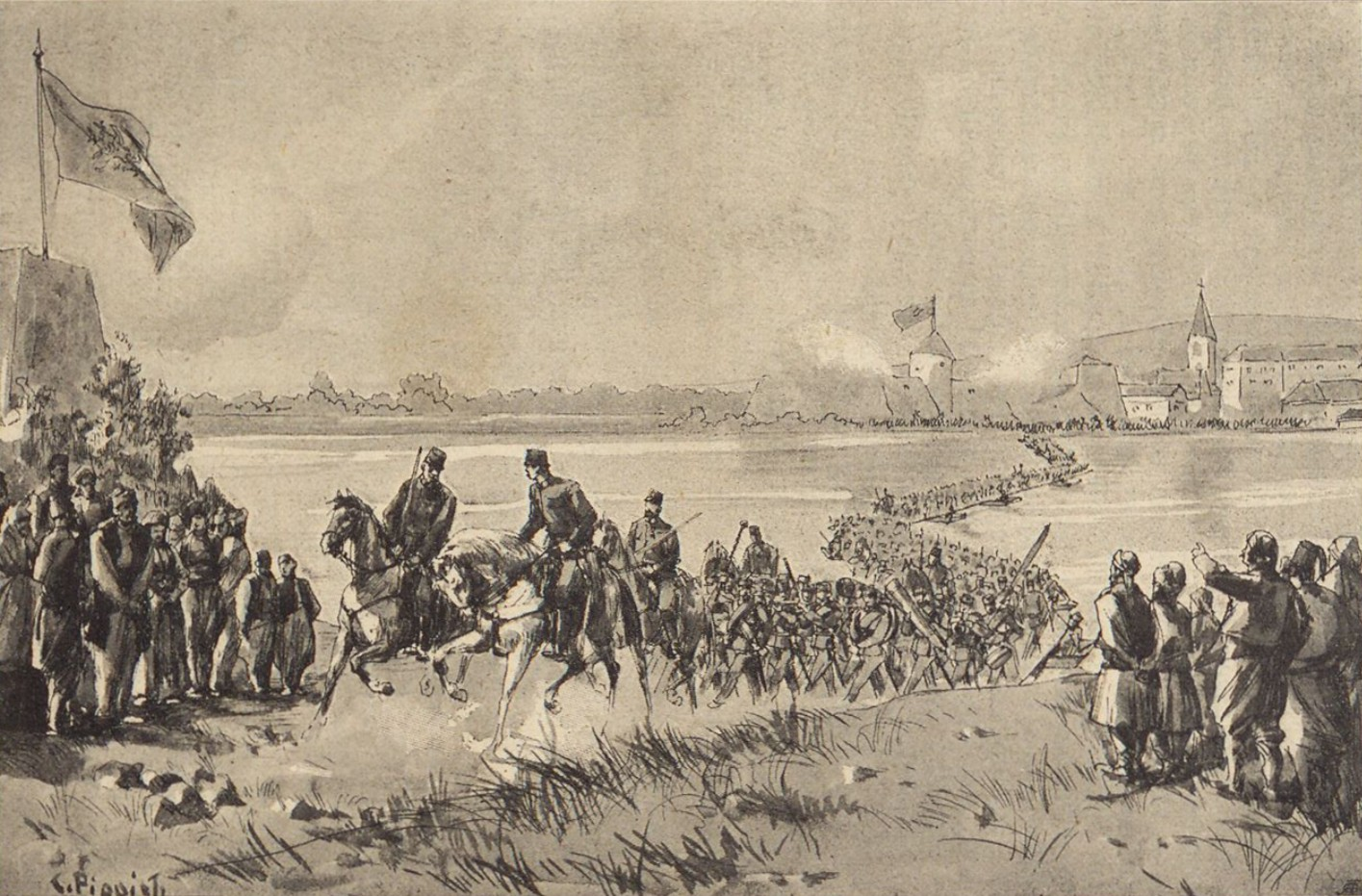
Переправа австро-венгерской армии через Саву

## Операция
Боснийский пашалык к моменту оккупации представлял собой территорию площадью 51 027 км² с населением в 1 142 000 человек. 43 % жителей составляли православные сербы, 18 % — хорваты-католики, 39 % — мусульмане (бошняки). Хотя Дьюла Андраши считал, что занятие региона будет представлять собой «прогулку с духовой капеллой», на деле австро-венгерская армия столкнулась с серьёзным вооружённым сопротивлением, которое исходило как со стороны мусульман, так и со стороны сербов (которые к этому времени уже два года вели повстанческую борьбу с турками за создание независимой Сербии).
Оккупация была поручена 13 армейскому корпусу под командованием генерала Йозефа Филипповича фон Филиппсберга.
Операция началась 29 июля 1878 года. 31 июля армия Филипповича переправилась через Саву у Костайницы и Градишки. Колонны соединились у Баня-Луки, затем двинулись вдоль реки Врбас на Варцар-Вакуф и Яйце. В ходе марша австро-венгерские подразделения столкнулись с противодействием мусульманских партизан под командованием дервиша Хаджи Лойо, к которым присоединялись и военнослужащие регулярной османской армии.

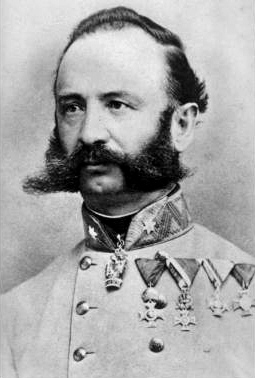
Йозеф Филиппович фон Филиппсберг

5 августа 18-я Далмацийская дивизия под командованием генерала Штефана фон Йовановича, наступавшая вдоль Неретвы, заняла Мостар.
3 августа возле Маглая в засаду партизан попал гусарский эскадрон. После этого инцидента командующий отдал приказ, в соответствии с которым дозволялись казни повстанцев. 7 августа вблизи Яйце боснийцы дали открытое сражение наступавшей австро-венгерской дивизии, в ходе в ходе которого войска Филипповича потеряли более 600 человек. 13 августа боснийские партизаны в районе Нови-Града осуществили нападение на подразделение венгерского пехотного полка, в ходе которого погибли более 70 солдат и офицеров. В австро-венгерской прессе партизанские акции назывались «нецивилизованными» и «предательскими». В связи с тем, что военные действия приобрели широкомасштабный характер, к операции были привлечены дополнительно 3, 4 и 5 армейские корпуса. 18 августа Филиппович отдал приказ об аресте османского губернатора провинции — Хафиза-паши.
19 августа австро-венгерские войска штурмом взяли столицу пашалыка — Сараево. Филиппович, согласно официальным данным, потерял 54 человека убитыми и 314 ранеными; потери защитников города оценивались более чем в 300 человек. После захвата города последовали многочисленные казни взятых в плен боснийцев.
После оставления Сараево, повстанцы отошли в близлежащие горы и оказывали сопротивление ещё на протяжении нескольких недель.
Взятие под контроль территории провинции потребовало нескольких месяцев. Велика-Кладуша была занята лишь к 20 октября. Хаджи Лойо был взят в плен 5 октября солдатами 37 эрцгерцога Иосифа пехотного венгерского полка в ущелье реки Ракитницы неподалёку от Рогатицы. Лидер повстанцев был приговорён к смерти, однако в дальнейшем помилован с заменой наказания на 5 лет заключения.
В дальнейшем подготовка и проведение операции были подвергнуты критике. Отмечалось, что Австро-Венгрия в результате привлекла к ней в общей сложности 5 армейских корпусов общей численностью 153 тыс. солдат и офицеров, притом, что им противостояли 79 тыс. повстанцев и 13800 военнослужащих регулярной османской армии. Общие потери австро-венгерской группировки составили около 5000 человек, из которых порядка 1000 погибли.

## Последствия
Поскольку территория Боснии и Герцеговины не была предметом Австро-венгерского компромисса, она не вошла в состав ни австрийской, ни венгерской частей империи, а была передана в гражданское управление общеимперскому министерству финансов; одновременно был назначен военный губернатор. Длительное время на занятой территории отмечались вспышки волнений. До 1908 года провинция находилась формально в кондоминиуме Австро-Венгрии и Османской империи. Затем было принято решение об аннексии этой территории (см. Боснийский кризис), после чего она вошла в состав Австро-Венгрии в качестве обособленного административно-территориального субъекта.
В 1914 году в Сараево в результате покушения сербских националистов был убит наследник австрийского и венгерского престолов эрцгерцог Франц Фердинанд. Это событие стало формальным поводом к Первой мировой войне.